# Chamaesphecia hungarica
Chamaesphecia hungarica (tên tiếng Anh: Hungarian Clearwing Moth) là một loài bướm đêm thuộc họ Sesiidae. Nó là loài bản địa của tây nam Cộng hòa Séc và Slovakia, Áo, Hungary, Serbia và Croatia. Ban đầu loài này được phê duyệt du nhập vào Hoa Kỳ năm 1993. Loài này đã được thả tại một số địa điểm có nhiều cây đại kích trong Montana và North Dakota.
Con trưởng thành dài 10–14 mm. Ấu trùng ăn các loài cây thuộc chi phân chi Esula của Euphorbia. 

## Hình ảnh

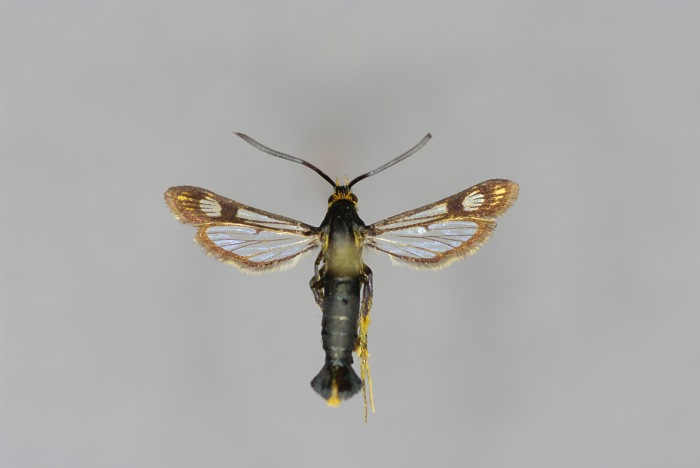